# D-Day (videogioco)
D-Day è un videogioco arcade del 1982 realizzato dalla software house italiana Olympia. Il titolo venne concesso in licenza alla Centuri per la pubblicazione in Nord America.

## Modalità di gioco
D-Day è un classico sparatutto in cui viene maneggiato virtualmente un fucile che spara contro carri armati, aerei e navi da guerra. L'obiettivo è quello di eliminare i bersagli nemici provenienti da diverse direzioni per totalizzare punti. Se il giocatore sopravvive fino allo scadere dei 30 secondi di tempo, passa alla fase successiva. Il gioco è ambientato in un unico scenario, suddiviso in tre giorni, con la stessa ambientazione. Una caratteristica unica è la presenza di una fase con visuale ridotta, in cui lo schermo è quasi completamente buio e il giocatore può illuminare manualmente le aree puntando la propria arma. Inoltre, il giocatore deve difendersi dagli attacchi aerei, colpendo le bombe prima che tocchino il suolo, e deve distruggere i carri armati prima che raggiungano l'avamposto.

## Accoglienza
D-Day in Nord America fu un flop, con meno di 100 cabinati venduti.